# Timothée Bodika Mansiyai
Timothée Bodika Mansiyai PSS (Léopoldville, hoje Kinshasa, 1 de janeiro de 1962) é um clérigo congolês e bispo católico romano de Kikwit.

## Biografia
Timothée Bodika Mansiyai realizou os estudos secundários no Colégio Jesuíta "Bonsomi" em N'djili, Kinshasa, e depois ingressou no Seminário Maior St André Kaggwa, em Kinshasa, para estudar Filosofia e, posteriormente, no Seminário Universitário João Paulo I, em Kinshasa, para estudar Teologia, obtendo também uma Licenciatura. Em 1º de agosto de 1990, foi ordenado sacerdote pela Arquidiocese de Kinshasa. Desde 1993 ele é membro da Companhia dos Padres Sulpicianos.
Após sua ordenação sacerdotal, ocupou os seguintes cargos: pároco interino em St Cyprien (1990-1991); tesoureiro e professor de Teologia Moral no Seminário Maior João XXIII e outros institutos religiosos (1990-1992); Formação Solitude sulpicienne em Lyon, França (1992-1993); diretor espiritual e professor no Seminário Maior João XXIII e, ao mesmo tempo, capelão de uma colônia de leprosos em Kinshasa (1993-2001); iniciador do projeto cultural e espiritual pela paz na RDC, Cri du Congo (2000); formador no Seminário Regional de Toulouse (2001-2005); doutorado em Teologia Moral no Instituto Católico de Toulouse, França (2001-2007).
A partir de 2007, Bodika foi Reitor do Seminário Santo André Kaggwa, Professor de Filosofia e Teologia Moral e Conselheiro Geral da Companhia dos Padres Sulpicianos.
O Papa Bento XVI nomeou-o bispo titular de Naiera e bispo auxiliar de Kinshasa em 2 de fevereiro de 2012. Foi ordenado bispo pelo Arcebispo de Kinshasa, Cardeal Laurent Monsengwo Pasinya, em 15 de abril do mesmo ano; os co-consagradores foram José Moko Ekanga PSS, Bispo de Idiofa, e Philippe Nkiere Keana C.I.C.M., Bispo de Inongo.
O Papa Francisco nomeou-o Bispo de Kikwit em 19 de novembro de 2016. A posse ocorreu no dia 4 de dezembro do mesmo ano.